# Safien (krets)
Safien (rätoromanska: Stussavgia) är en krets i distriktet Surselva i den schweiziska kantonen Graubünden. Den omfattar numera endast en kommun, Safiental.
Kretsen bildades 1851 av kommunerna Safien och Tenna, som fram till dess utgjort var sitt tingslag. Den var en del av distriktet Heinzenberg, som avskaffades år 2000, varvid kretsen lades till det då upprättade distriktet Surselva.
2013 lades kommunerna i kretsen ihop med kommunerna Versam och Valendas i grannkretsen Ilanz/Foppa och bildade den nya kommunen Safiental, som därmed blev geografiskt identisk med kretsen.